# Fluorescamina
La fluorescamina es un compuesto espiro que no es fluorescente en sí mismo, pero reacciona con aminas primarias para formar productos altamente fluorescentes. Por lo tanto, se ha utilizado como reactivo para la detección de aminas y péptidos. Se pueden detectar 1-100 µg de proteína y hasta 10 pg de proteína. Se encuentra que este método adolece de altos espacios en blanco resultantes de una alta tasa de hidrólisis debido al exceso de concentración utilizado. Los métodos alternativos se basan en orto-ftalaldehído (OPA), reactivo de Ellman (DTNB) y epicocconona.